# Carveth Read
Carveth Read, född den 16 mars 1848 i Falmouth, död den 6 december 1931 i Solihull, var en engelsk filosof.
Read studerade i Cambridge, Leipzig och Heidelberg. Han var professor i filosofi vid universitetet i London 1903–1911, därefter till 1921 "lecturer" i jämförande psykologi vid University College London. Read var inom logiken påverkad av John Stuart Mill, inom metafysiken idealist.